# Escuela de Dos Barcos

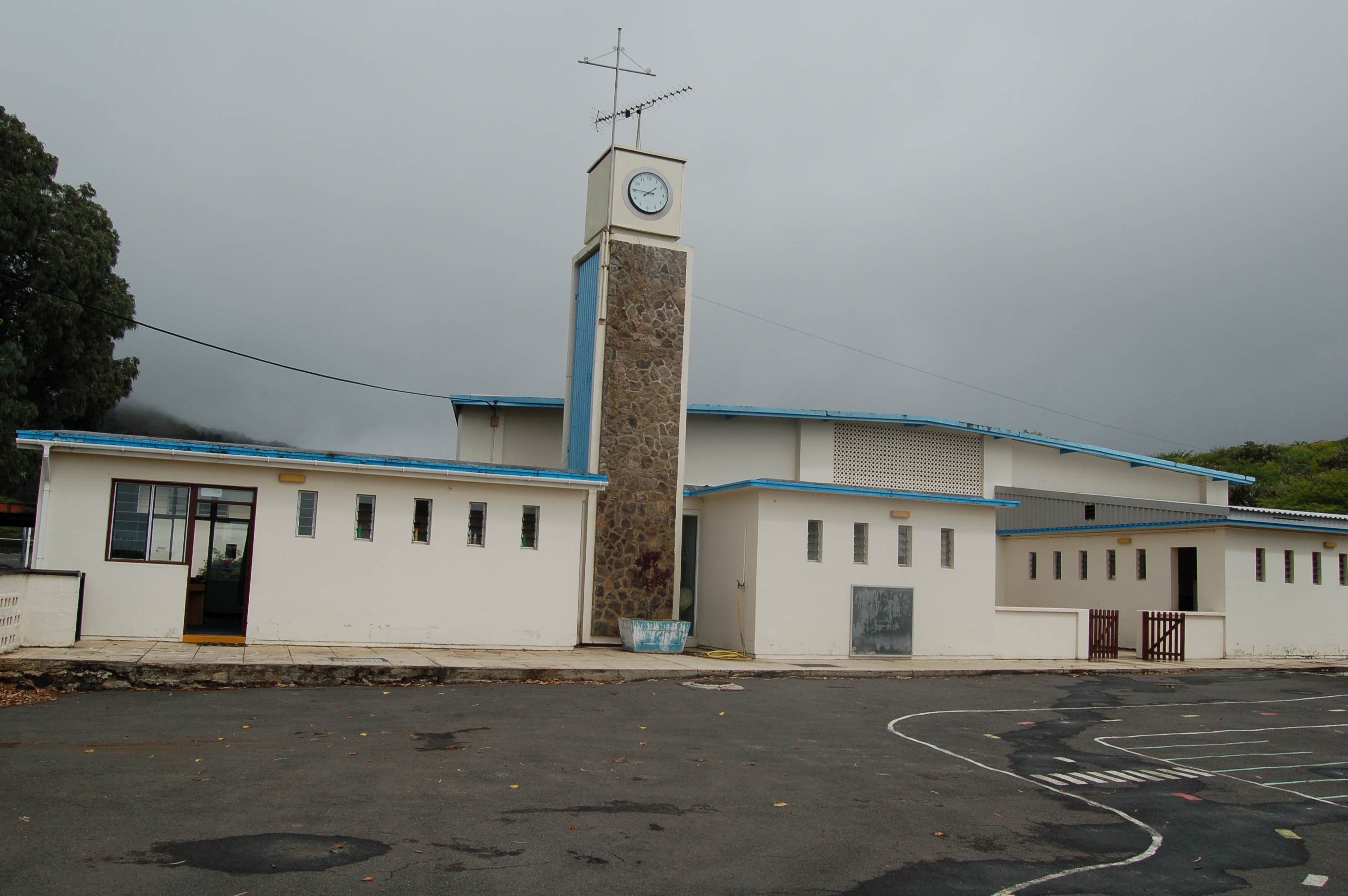
La Escuela de Dos Barcos.

La Escuela de Dos Barcos (en inglés: Two Boats School) se encuentra en Dos Barcos, en la base del Green Mountain en la isla Ascensión. Es propiedad del gobierno de la isla y proporciona educación a todos los niños que viven en ella. En este momento hay 100 estudiantes y 21 miembros del personal, entre maestros y directivos.
La escuela sigue el Curriculum Nacional de Inglaterra. Aunque geográficamente se encuentra en el hemisferio sur, la escuela sigue un patrón similar al hemisferio norte con las principales vacaciones divididas entre Navidad y agosto. Los estudiantes realizan pruebas evaluatorias como en el Reino Unido a los once años de edad. Una inspección escolar describe el sector primario como excelente y el sector secundario como bueno. Los resultados de los exámenes se comparan muy favorablemente con escuelas del Reino Unido. Una vez que los estudiantes hayan terminado sus cursos pueden asistir a la universidad en el Reino Unido o en Santa Elena, o pueden entrar en programas de formación con una de las organizaciones que emplean en la isla.
La mayor parte de las actividades extracurriculares están a cargo de grupos de jóvenes en la isla, incluyendo todos los sectores de los movimientos de Guías y Scouts. Las tasas de participación son muy altas. Otras actividades incluyen artesanía y clubes de ajedrez.